# توني تونر
توني تونر (بالإنجليزية: Tony Towner)‏ هو لاعب كرة قدم بريطاني في مركز نصف الجناح، ولد في 2 مايو 1955 في برايتون في المملكة المتحدة. لعب مع إبسفليت يونايتد وبرايتون أند هوف ألبيون وتشارلتون أثلتيك وشيفيلد يونايتد وكامبريدج يونايتد ونادي روتشديل ونادي روذرهام يونايتد ونادي ميلوول ووولفرهامبتون واندررز.